# Pachymerium multipes
Pachymerium multipes är en mångfotingart som först beskrevs av Sseliwanoff 1881.  Pachymerium multipes ingår i släktet Pachymerium och familjen storjordkrypare.
Artens utbredningsområde är Libya. Inga underarter finns listade i Catalogue of Life.